# Münstertal/Schwarzwald
Münstertal/Schwarzwald är en kommun och ort i Landkreis Breisgau-Hochschwarzwald i regionen Südlicher Oberrhein i Regierungsbezirk Freiburg i förbundslandet Baden-Württemberg i Tyskland. 
Kommunen bildades 1 december 1971 genom en sammanslagning av kommunerna Obermünstertal och Untermünstertal.
Kommunen ingår i kommunalförbundet Staufen-Münstertal tillsammans med staden Staufen im Breisgau.